# Zofia Babińska
Zofia Babińska (ur. 1888, zm. 1972) – właścicielka pensjonatu, polska „Sprawiedliwa wśród Narodów Świata”.

## Życiorys
Podczas II wojny światowej prowadziła wraz z córka Danutą (ur. 1920, zm. 1944) i Krystyną (ur. 1925) pensjonat w Warszawie przy ul. Brackiej 18 (kamienica Kiersnowskich).
Nieruchomość przy ul. Brackiej 18 jest wpisana do rejestru zabytków nieruchomych województwa mazowieckiego.

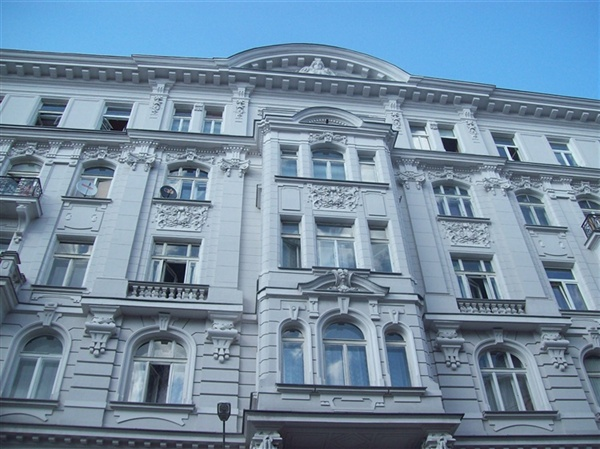
Kamienica przy ul. Brackiej 18 w Warszawie, w której Zofia Babińska prowadziła swój pensjonat i ukrywała Żydów.

### Pomoc Żydom
Zofia wraz z córkami aktywnie zaangażowała się w pomoc Żydom. Wraz z córkami szmuglowały jedzenie do getta. Zofia udzielała także bezzwrotnych pożyczek. Jak wspominała Alina Prądzyńska, jedna z uratowanych: „Nie wahały się udzielać pomocy ludziom nawet nieznanym, którzy tropieni prosto z ulicy przychodzili do pensjonatu szukając schronienia”. Zofia wraz z córkami pomagały przede wszystkim rodzinie Wolmanów: Julianowi i Janinie oraz ich dzieciom: Wacławowi i Alinie. Ta ostatnia, posiadając stosowne dokumenty, wielokrotnie nocowała w pensjonacie Zofii. Latem 1942 r. Babińskie pomogły jej i rodzicom oraz bratu uciec z getta. Do końca wojny wspierały ich także finansowo. Wsparcia udzieliły również Melanii Przepiórkowej, kobiecie siedemdziesięciopięcioletniej o semickim wyglądzie. Zofia starała się tez załatwić fałszywe papiery dla swojej sąsiadki o nazwisku Goldberg i jej synkowi. Pomagała również Hannie Landau-Wodzińskiej, udzielając jej schronienia.
5 lutego 1985 roku Instytut Jad Waszem uhonorował Zofię Babińską wraz z córkami medalem „Sprawiedliwy wśród Narodów Świata”.